# Mustalamp
Mustalamp är en sjö i Laxå kommun i Västergötland och ingår i Motala ströms huvudavrinningsområde.